# Старий Солотвин
Старий Соло́твин (в минулому — Солотвин, польськ.Sołotwin) — село в Україні, у Бердичівському районі Житомирської області. Населення становить 826 осіб.

## Географія
Селом протікає річка Коденка, ліва притока Гуйви.

## Історія

### Давні часи
На околицях Старого Солотвина виявлено залишки поселення трипільської культури, доби бронзи та черняхівської культури.

### У складі Речі Посполитої та Російської імперії.
Село відоме з 1593 року.
На поч. ХІХ ст. дідичем села був третій син маршалка шляхти Волинської губернії гр. Вінсента Ледуховського, Леон (1812—1850), брат якого, Аполлон, був дідичем розташованого неподалік с. Кодня. Станом на 1885 рік у колишньому власницькому селі, центрі Солотвинської волості Житомирського повіту Волинської губернії, мешкало 1354 особи, 158 дворових господарств, волосне правління, існували православна церква, каплиця, школа, постоялий будинок, палац.
До Солотвинської волості відносились такі населенні пункти: Агатівка, Борисівка, х, Борисівська корчма, ур.,Бруслі, ур.,Белоцерківка, ур.,Гальчинець, Гвоздава, Дубова Корчма, ур., Журбинці, с., Коденщина, ур.,Кукільня, Малі Мошківці, Никонівка, Осикова, х.,Половецьке, Попов х, Рейский фольв. Терещенки, Рея, село, Рея -станція, Рокитяна, ур.,Рокитяна-Цегельня, ур.,Ружский х, Ружки, Сіомаки, Скаківка, Солотвин, Солотвинський фольв.,Средня Гребля, ур.,Татаринівка Велика, Хмелище, Червоне м.,Черни, ур.,Чорні Лози, ур.,Черчик, ур.
Станом на 1890 р. село було також власністю Ледуховських (Ledóchowski). У селі було засновано філію музею бджолярства, існувала велика пасіка-господарство налічувало 800 вуликів
За переписом 1897 року кількість мешканців зросла до 2144 осіб (1113 чоловічої статі та 1031 — жіночої), всі — православної віри.
У 1906 році у селі було 352 дворів та 2376 мешканців.

### Часи УРСР
У зв'язку з ліквідацією повітів та організацєю районів, 25 березня 1923 року була організована Солотвинська районна робітничо-селянська міліція. Відділок був підпорядкований Житомирському окружному управлінню міліції, відносився до структури НКВС УРСР.
У жовтні 1924 року Солотвинська районна міліція припинила існування у зв'язку з організацією Коднянського району. Документи знаходяться у ДАЖО.
Під час Голодомору 1932—1933 р.р. у селі померло від голоду 117 чол., імена яких встановлено. Загиблі з родин Гуменюк, Дмитренко, Король, Зінюк, Павлюк, Тимошик, Фещук та ін. Голод викликав обурення селян. У доносі інформатора міськпарткому Предборського зазначені слова колгоспника с. Солотвин голові колгоспу:
|  | «Ні, я не такий дурень, щоб працювати за трудодень. Ми вже бачимо, до чого довела Радвлада. Буде той дурень, хто буде працювати за трудодень».. |

У Другій світовій війні загинуло 312 жителів села. На сайті Центра документації Об'єднання Саксонські меморіали м. Дрезден міститься інформація про Павлюка Феодосія Івановича, (03.05.1908-07.04.1943), який народився у с. Солотвин, Бердичівського району, радянського військовополоненого, що загинув у таборі на території німецького рейха.
16 листопада 1942 року очільник генерального округу "Житомир" Ернст Ляйзер видав наказ про створення адміністративного округу "Геґевальд" ("Заповідний ліс") — адміністративно-територіальної одиниці Генеральної округи Житомир Райхскомісаріату Україна, куди увійшло село. У складі округу село перебувало до приходу Червоної армії у січні 1944 року.
1 січня 1944 р. радянські війська зайняли село Солотвин.
1962 року в селі споруджено два пам'ятники і два обеліски Слави воїнам.
1970 року Старосолотвинській народній хоровій капелі присвоєно звання самодіяльного народного хору.
Станом на 1973 р. у селі налічувалося Дворів — 500. Населення — 1564 чоловіка, було розташоване правління колгоспу «Гігант». Колгоспу належало 3141 га сільськогосподарських угідь, у тому числі 2583 га орної землі. Напрямки-вирощення зернових та технічних культур, м'ясо-молочне тваринництво, пасіка на 320 бджолосімей. З допоміжних підприємств господарство мало млин, олійницю, пилораму, соковижимальний цех. У селі працювали: ЗОШ, два клуби, дві бібліотеки, лікарня на 35 ліжок, двоє дитячих ясел, відділення зв'язку, три магазини, майстерня побутового обслуговування.

### Наш час
Станом на 2020 р. у селі діє фермерське господарство ТОВ «Кольза», працює ЗОШ с. Ст. Солотвин, магазини, Солотвинська птахофабрика.

## Населення
Згідно з переписом УРСР 1989 року чисельність наявного населення села становила 1225 осіб, з яких 557 чоловіків та 668 жінок.
За переписом населення України 2001 року в селі мешкала 981 особа.

### Мова
Розподіл населення за рідною мовою за даними перепису 2001 року:
| Мова       | Відсоток |
| ---------- | -------- |
| українська | 97,82 %  |
| російська  | 1,58 %   |
| молдовська | 0,10 %   |
| інші       | 0,50 %   |

## Пам'ятки
У селі збереглася діюча дерев' яна   Хрестовоздвиженська церква, 1885 р. Церква належить до пам'яток архітектури місцевого значення. В 60-х роках використовувалась як зерносховище. Храмове свято відзначається 27 вересня.
У 1970 р. на ставку був створений штучний острів, якому дали назву «Острів кохання». На ньому у 1984–1985 побудований відомий у області туристичний об'єкт «Хатина рибака та мисливця» або «Будинок рибалки». Будинок став місцем зйомки частини кадрів для художнього серіалу «Мольфар» (2016), тут гурт Brutto знімав кліп «12 обезьян» (2016)

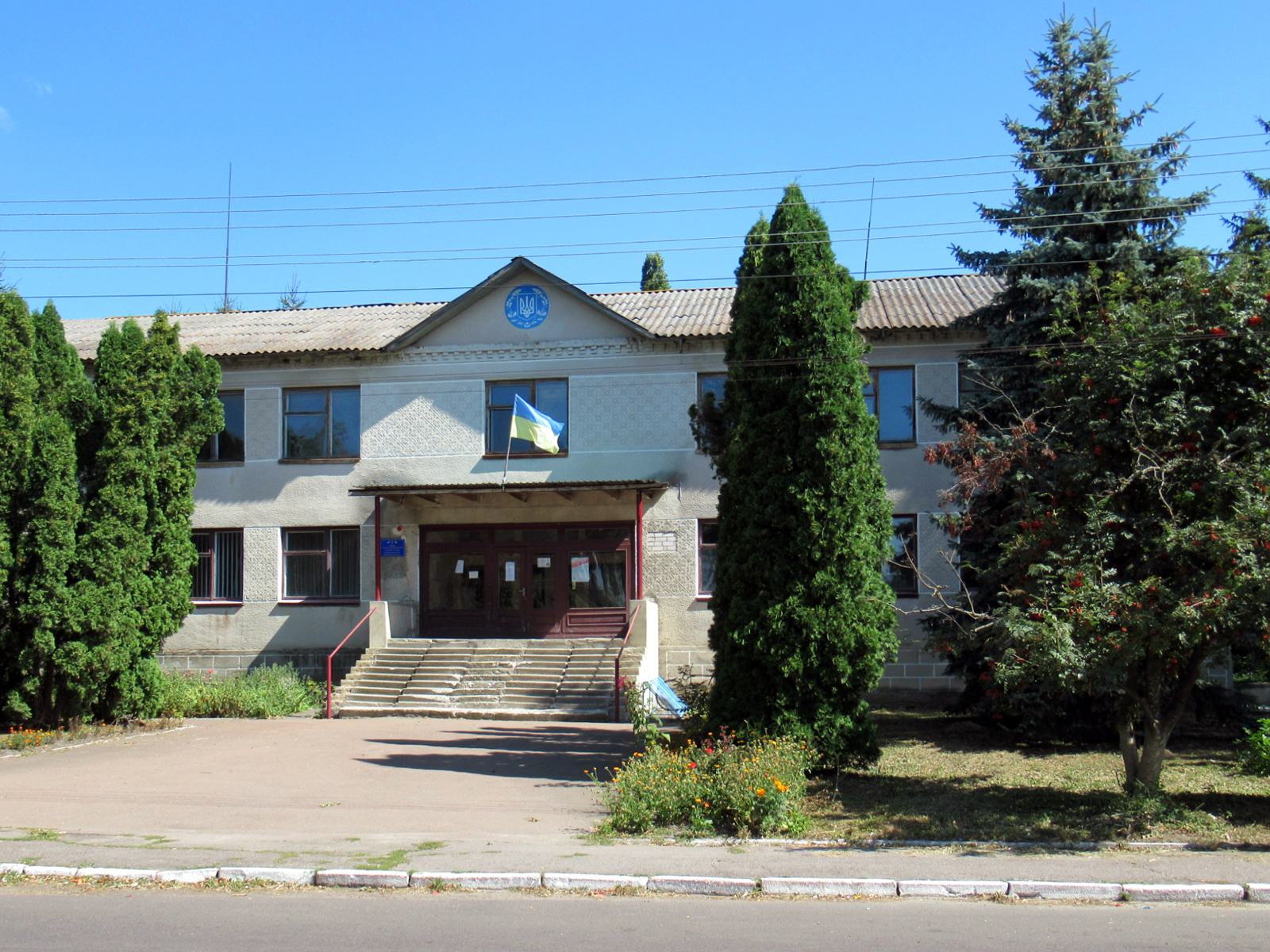
сільрада
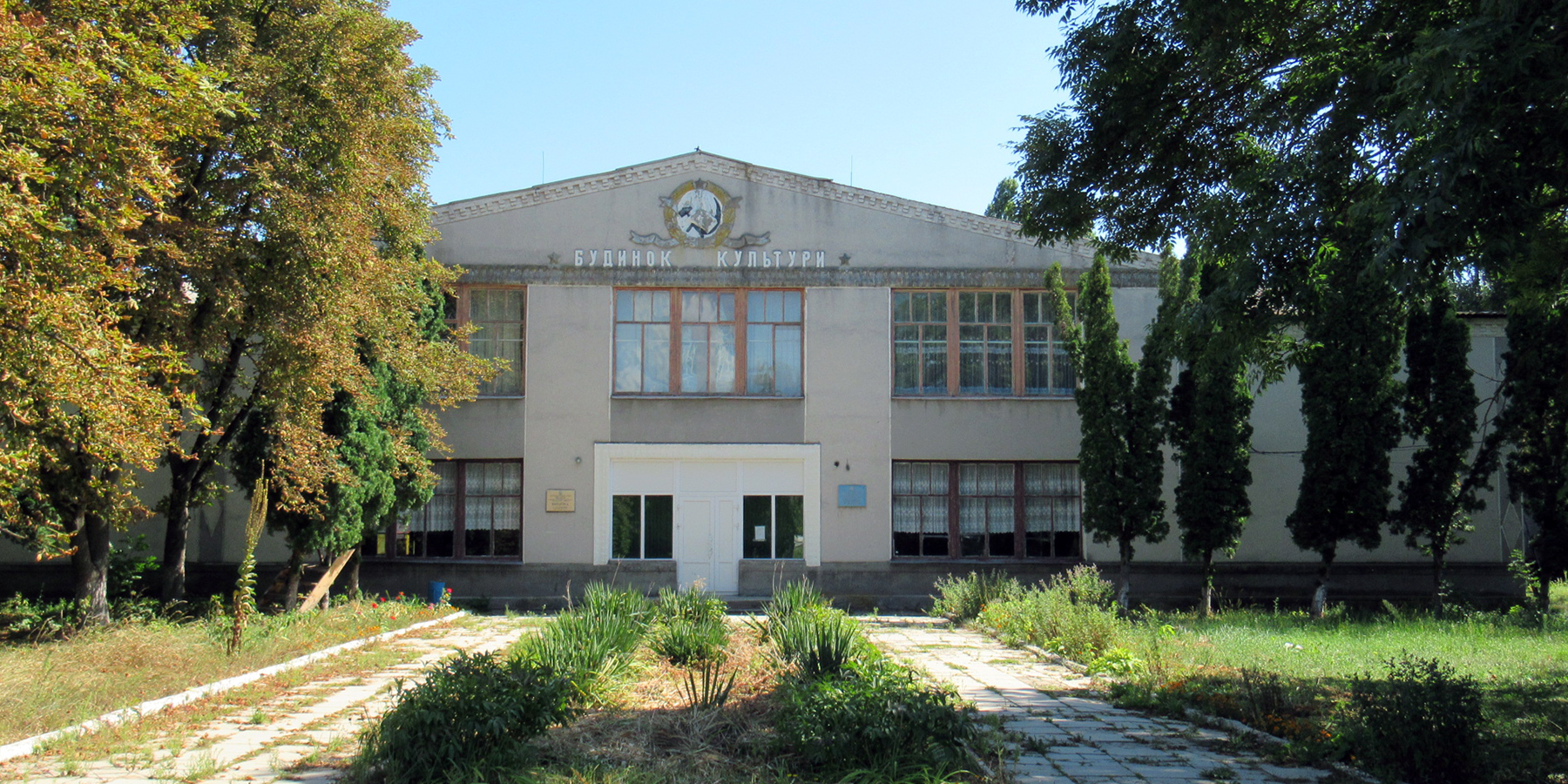
будинок культури
Дім рибалки на Острові кохання

## Відомі люди
- Сидоржевський Михайло Олексійович (нар.1958) — український громадський діяч, публіцист, редактор, поет. Член Проводу ОУН. Голова Національної спілки письменників України (з листопада 2014 року), головний редактор «Української літературної газети» (з жовтня 2009 року).
- Сокорчук Олександр Вікторович (1988—2014) — солдат Збройних сил України, учасник російсько-української війни.
- Дмитренко Ольга Варфоломіївна (нар.1937) — Почесний громадянин Бердичівського району, близько 20 років була головою колгоспу «Гігант»[24]
- Уродженцями села є І. М. Вікарій — кандидат історичних наук, Є. М. Кондратюк — доктор біологічних наук, професор.[2]
- Хайнацький Богдан Олександрович (1981—2022) — солдат Збройних сил України, учасник російсько-української війни.